# 塔什米里克乡
塔什米里克乡，是中华人民共和国新疆维吾尔自治区喀什地区疏附县下辖的一个乡镇级行政单位。

## 行政区划
塔什米里克乡下辖以下地区：
尤喀克阿萨艾日克村、萨干村、喀什贝希村、艾斯开村、喀什吐维村、塔什艾日克村、格勒迪尔郎村、热孜喀村、尤喀克铁提尔村、喀什噶尔也勒干村、阿亚克铁提尔村、尤喀克色日克阿塔村、阿亚克色日克阿塔村、阿亚克阿萨艾日克村和哈勒塔阔恰村。